# Valle de Colchagua
El Valle de Colchagua (del mapudungún: Kolchawwe ‘lugar de renacuajos’) es una de las zonas agrícolas más destacadas de Chile.

## Descripción
Ubicada aproximadamente a unos 150 kilómetros al sur de Santiago. La ciudad principal de este territorio, es su capital San Fernando, destaca también la ciudad de Santa Cruz. Cálido y naturalmente seco, pero con abundante agua proporcionada por el río Tinguiririca y otros esteros de su cuenca, Colchagua es un angosto valle agrícola que comienza a los pies de los Andes y se extiende en dirección oeste hasta el Océano Pacífico. Está caracterizado por sus tierras bajas y planas, rodeado de serranías que lo separan de los valles de Cachapoal por el norte y del Teno (subregión del Valle de Curicó), por el sur.

## Producción vitivinícola
Intercalados, en un área de aproximadamente 910.000 ha, se pueden encontrar numerosos microclimas, tipos de suelo y laderas accidentadas, ideales para plantaciones de vid, con un creciente número de empresas vinícolas, aunque no necesariamente exagerado, capacitadas para producir Cabernet Sauvignon, Merlot y Syrah, y también Carménère y Malbec.
El nombre Valle de Colchagua es una denominación de origen chilena para vinos procedentes de la zona geográfica homónima que se ajusten a los requisitos establecidos por el Decreto de Agricultura n.º 464 de 14 de diciembre de 1994, que establece la zonificación vitícola del país y fija las normas para su utilización como denominaciones de origen.
La zona vitícola Valle de Colchagua se encuadra dentro de la subregión del Valle del Rapel y comprende las provincias administrativas de Colchagua y Cardenal Caro, en ella se encuentran 12 áreas vitícolas que comprende a 14 comunas administrativas a saber:
- El área vitícola de San Fernando, compuesta por la comuna administrativa homónima
- El área vitícola de Chimbarongo, compuesta por la comuna administrativa homónima
- El área vitícola de Nancagua, compuesta por las comunas administrativas de Nancagua y Placilla
- El área vitícola de Santa Cruz, compuesta por las comunas administrativas de Santa Cruz y Chépica
- El área vitícola de Palmilla, compuesta por la comuna administrativa homónima
- El área vitícola de Peralillo, compuesta por la comuna administrativa homónima
- El área vitícola de Lolol, compuesta por la comuna administrativa homónima
- El área vitícola de Marchigüe, compuesta por la comuna administrativa homónima
- El área vitícola de Litueche, compuesta por la comuna administrativa homónima
- El área vitícola de La Estrella, compuesta por la comuna administrativa homónima
- El área vitícola de Paredones, compuesta por la comuna administrativa homónima
- El área vitícola de Pumanque, compuesta por la comuna administrativa homónima

## Turismo
La mayor parte de las de rutas turísticas por los principales viñedos del país. Por esta ruta pasa el Tren del Vino, una locomotora a vapor con cuatro vagones de primera clase conservados en el estilo clásico, donde se puede hacer el recorrido por las distintas bodegas de vino y degustaciones.
El sitio estadounidense sobre viajes y turismo Fodor's, ubicó a los valles vitivinícolas de Chile dentro de los 11 mejores destinos del mundo para celebrar una luna de miel en 2015.

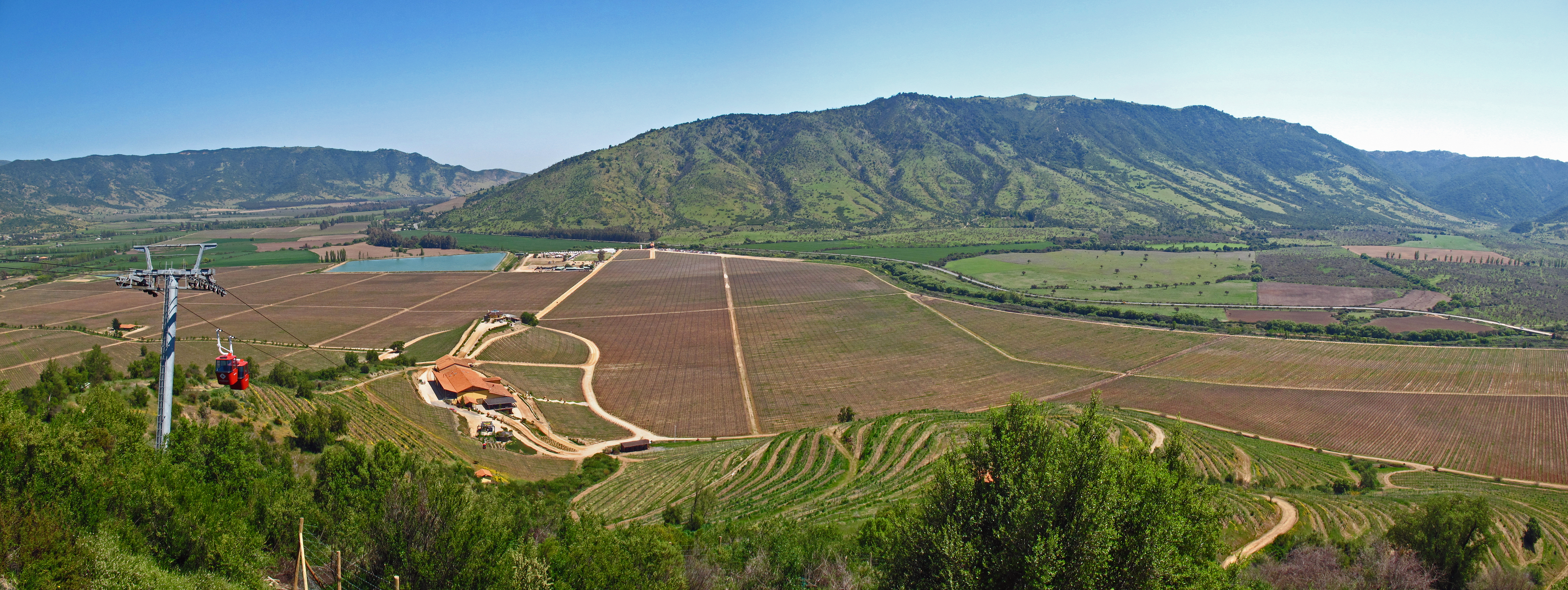
Vista panorámica de la Viña Santa Cruz en el Valle de Colchagua

## Menciones
En el videojuego de sigilo y disparos "Hitman: Blood Money" (de la serie oficial "Hitman") se hace mención al Valle de Colchagua, formando parte de la ubicación donde transcurre la 2ª misión del juego, llamada "Un Año de Cosecha" (Chin-Chin) que consiste en asesinar a Fernando Delgado (excoronel del servicio de Inteligencia) y a su hijo Manuel Delgado, ambos productores de vino y narcotraficantes. Poseen un laboratorio de cocaína bajo la cobertura de un viñedo.